# BLU-109
BLU-109/B – amerykańska przeciwbetonowa penetrująca bomba lotnicza. BLU – akronim od ang. Bomb Live Unit. Litera B oznacza wersję ze składanymi statecznikami. Zaprojektowana do niszczenia struktur betonowych takich jak schrony, eksplodująca dopiero po ich przebiciu.
Kadłub bomby ma grubość około 25 mm i jest wypełniony ładunkiem tritonalu (80% trotylu i 20% proszku aluminiowego) o masie 530 funtów (240 kg). Zapalnik FMU-143 o działaniu zwłocznym zamontowany jest na ogonie bomby.
BLU-109 została wprowadzona do uzbrojenia w 1985 roku. Obecnie służy jako głowica bojowa różnych systemów precyzyjnie naprowadzanego uzbrojenia takich jak laserowo naprowadzane GBU-24 i GBU-27 systemu Paveway III czy naprowadzane optycznie GBU-15. Używana jest także jako głowica bojowa rakietowego systemu AGM-130.